# Книжен скорпион
Книжните скорпиони (Chelifer cancroides) са вид паякообразни от семейство Cheliferidae.
Таксонът е описан за пръв път от Карл Линей през 1758 година.

## Подвидове
- Chelifer cancroides cancroides